# Palazzo Turconi
Palazzo Turconi è il nome di un edificio storico di Mendrisio (Canton Ticino) in Svizzera.
Costruito originariamente come ospedale e con il nome di Ospizio della Beatissima Vergine di fondazione Turconi ospita spazi per la didattica dell'Accademia di architettura di Mendrisio.

## Il lascito Turconi
Nel testamento redatto il 15 dicembre del 1803 Alfonso Turconi dispose che i suoi possedimenti in Svizzera confluissero nella dotazione per erigere uno spetale per la cura degli ammalati che appartengono a famiglie povere e bisognose lasciando agli amministratori locali la scelta della sede dell'istituzione disponendo però, all'interno dell'edificio, la creazione di crociere separate per maschi e femmine e che l'assistenza venisse affidata alle suore di Carità che avrebbero dovuto venire dalla Francia per istruire le donne locali.
La notizia della morte e del lascito giunse a Mendrisio nel febbraio del 1806, ci vollero diversi anni prima che si procedesse alla riscossione di tutti i crediti e ai ricavi delle vendite dei beni lasciati dal Turconi, nel 1849 si arrivò, tramite lasciti di altri benefattori, alla cifra di L. 549.243 importo al quale vanno aggiunti alcuni immobili e fondi, Tutto ciò era ancora ritenuto insufficiente per dare l'avvio ai lavori di costruzione, rimaneva tra le eredità Turconi ancora una villa a Loversciano la cui usufruttuaria, la contessa Luigia Greppi, era «giovane e di vigorosa salute».

## Storia del progetto

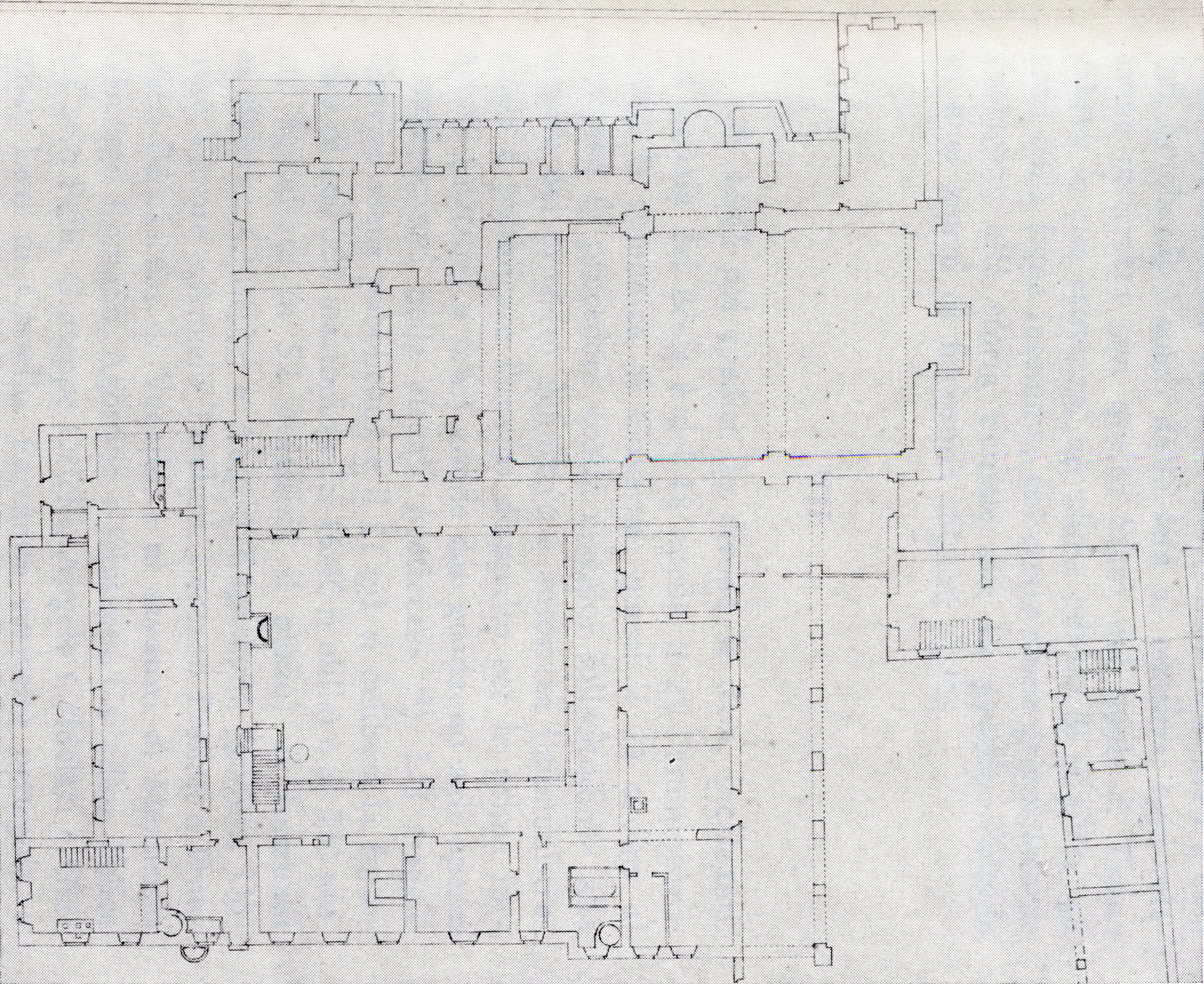
La pianta dell'ex-convento dei Cappuccini di Mendrisio

Nel 1848 il Gran Consiglio decise la soppressione di alcuni ordini religiosi fra i quali quello dei Cappuccini deliberando che i locali del convento venissero assegnati in modo temporaneo per l'istituzione dell'Ospizio cantonale della Beata Vergine, in attesa che diventasse disponibile la villa di Loversciano. Quest'opzione venne ben presto abbandonata a causa della difficile raggiungibilità della località di Loversciano, nel 1851 l'amministrazione decise quindi di incaricare alcuni architetti e ingegneri di redigere dei progetti per l'adattamento del convento dei Cappuccini. 
L'ipotesi di ristrutturazione del convento venne però ben presto abbandonata perché l'edificio non era idoneo, nella distribuzione degli spazi, per ospitare un ospedale moderno. Si decise quindi di abbattere il convento e procedere alla costruzione di un edificio nuovo della progettazione del quale venne incaricato l'architetto Luigi Fontana. I primi contatti con Fontana, direttore della locale Scuola distrettuale del Disegno, sono del 1851. Fontana, ancora deluso dall'esito negativo del concorso per la sede governativa di Lugano convince il consiglio a procedere all'assegnazione diretta dell'incarico e procede ai rilievi dell'ex-convento.
Nell'agosto del 1852 vennero presentati due progetti, il primo si sviluppava intorno ad una corte interna, il secondo con una facciata e due ali laterali, entrambi rivolti verso la strada cantonale, secondo il Fontana il primo aveva il vantaggio degli spazi maggiori mentre il secondo avrebbe permesso di preservato l'edificio del convento.
Per Fontana la progettazione di un nosocomio rappresentava una nuova sfida, visitò alcuni ospedali in Svizzera e nell'Italia settentrionale e sicuramente prese spunto dal cantiere di Palazzo Ciceri a Milano, progettato da Giulio Aluisetti e sede dell'Ospedale Fatebenesorelle. Si era all'epoca già consolidata la suddivisione dei malati in base alle patologie, con i moderni ospedali a "padiglioni", entrambi i progetti di Fontana contrastavano con questa tendenza accentrando i malati e dando priorità all'aspetto devozionale, centrale in entrambi i progetti era infatti la cappella per la preghiera.
L'ingegnere cantonale Pasquale Lucchini criticò aspramente gli aspetti funzionali di entrambi i progetti e ne presentò uno diverso, con facciata rivolta dal lato opposto, verso nord-est e un maggiore sfruttamento degli spazi. Sulla valutazione finale pesò il parere espresso da Gaetano Besia che scelse la prima variante del Fontana. Malgrado l'opposizione di Lucchini il progetto venne approvato nel 1853, la costruzione iniziò nello stesso anno e l'inaugurazione avvenne il 19 marzo del 1860.
L'edificio disponeva di una infermeria con 40 letti e due reparti minori con 14 letti ciascuno, una sala chirurgica, un reparto per i contagiosi e un refettorio. Non era predisposto per ospitare cronici e incurabili. Nel cortile interno viene posta una statua di Alfonso Turconi opera dello scultore Vincenzo Vela. 
Nel 1886 l'ospedale venne riorganizzato separando i reparti di medicina e chirurgia, agli inizi del XX secolo venne introdotta la radiologia e nel 1929 il reparto per la tubercolosi.